# Château de Hugenpoet
Le château de Hugenpoet (prononcé en néerlandais : [ˈhyɣənpʰut]) est un château en trois corps de bâtiment entouré d'eau situé à Kettwig, faisant partie de la municipalité d'Essen en Allemagne.

## Architecture
Le château, entouré d'eau, est dominé au nord de deux tours de côté à angle droit, couronnées de lucarnes. Le bâtiment principal est construit en grès et présente un avant-corps ouvrant sur une entrée d'honneur à portique construit en 1872. L'entrée est surmontée des blasons de Konstantin Erasmus von Nesselrode et de son épouse, née Almara von Virmond.
Une terrasse a été aménagée en 1954 pour faciliter l'accès au château-hôtel du côté nord.

## Histoire

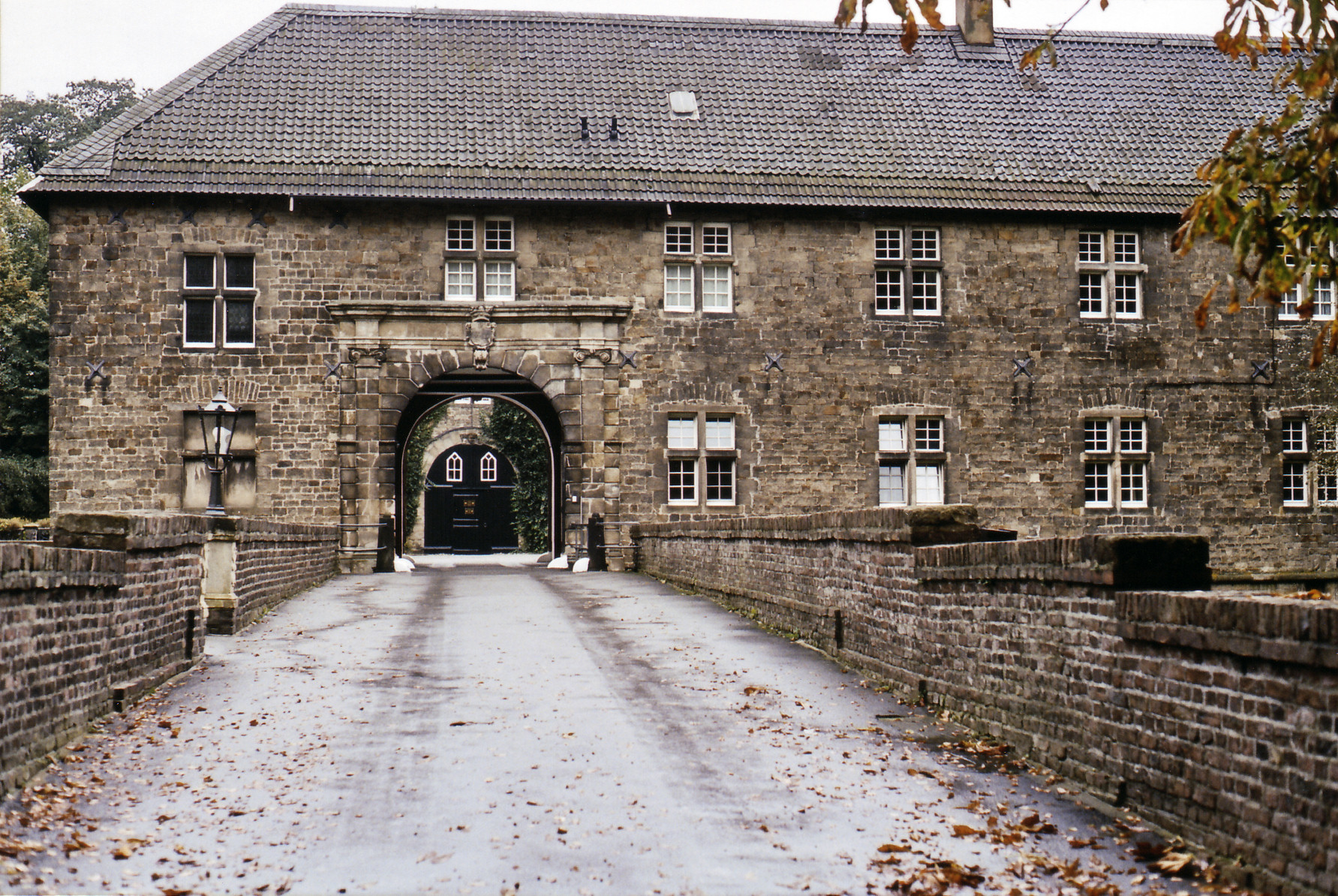
Bâtiment d'entrée du château

La première mention du domaine date de l'époque de Charlemagne en 778, puis on y construit une maison fortifiée. L'endroit appartient à l'abbaye de Werden et le chevalier Vlecke von Hugenpoet l'obtient en fief en 1314. Le château surveille l'accès de Kettwig à la Ruhr. Il est détruit au XVIIe siècle. 
Le château actuel est construit à quelques centaines de mètres de l'ancien, en 1509. Il reste dans la famille Hugenpoet jusqu'en 1831. Celle-ci se faisait appeler Nesselrode zu Hugenpoet depuis le début du XVIIe siècle. Le château est pris par les troupes de Hesse-Cassel pendant la Guerre de Trente Ans et est presque totalement en ruines. Johann Wilhelm von Nesselrode zu Hugenpoet et son épouse, née Anna von Winkelhausen, le font reconstruire en 1647, mais les travaux durent longtemps, jusqu'en 1696, alors que le baron Konstantin Erasmus von Nesserode zu Hugenpoet en a hérité depuis plusieurs années. Ses descendants n'ont pas les moyens d'entretenir le château, aussi le château est vendu en 1831 au baron Leopold von Fürstenberg, dont les descendants sont actuellement toujours propriétaires de Hugenpoet.
Le château est réaménagé entre 1844 et 1872 par les architectes August Lange et Theodor Freyse en style néorenaissance, avec tout le confort moderne. Le toit est surélevé et l'on ajoute un pignon dans le goût hollandais au-dessus de l'entrée d'honneur. La famille fait du château sa résidence principale en 1879, au lieu du château de Borbeck, à proximité. Les fenêtres à meneaux datent de cette époque. 

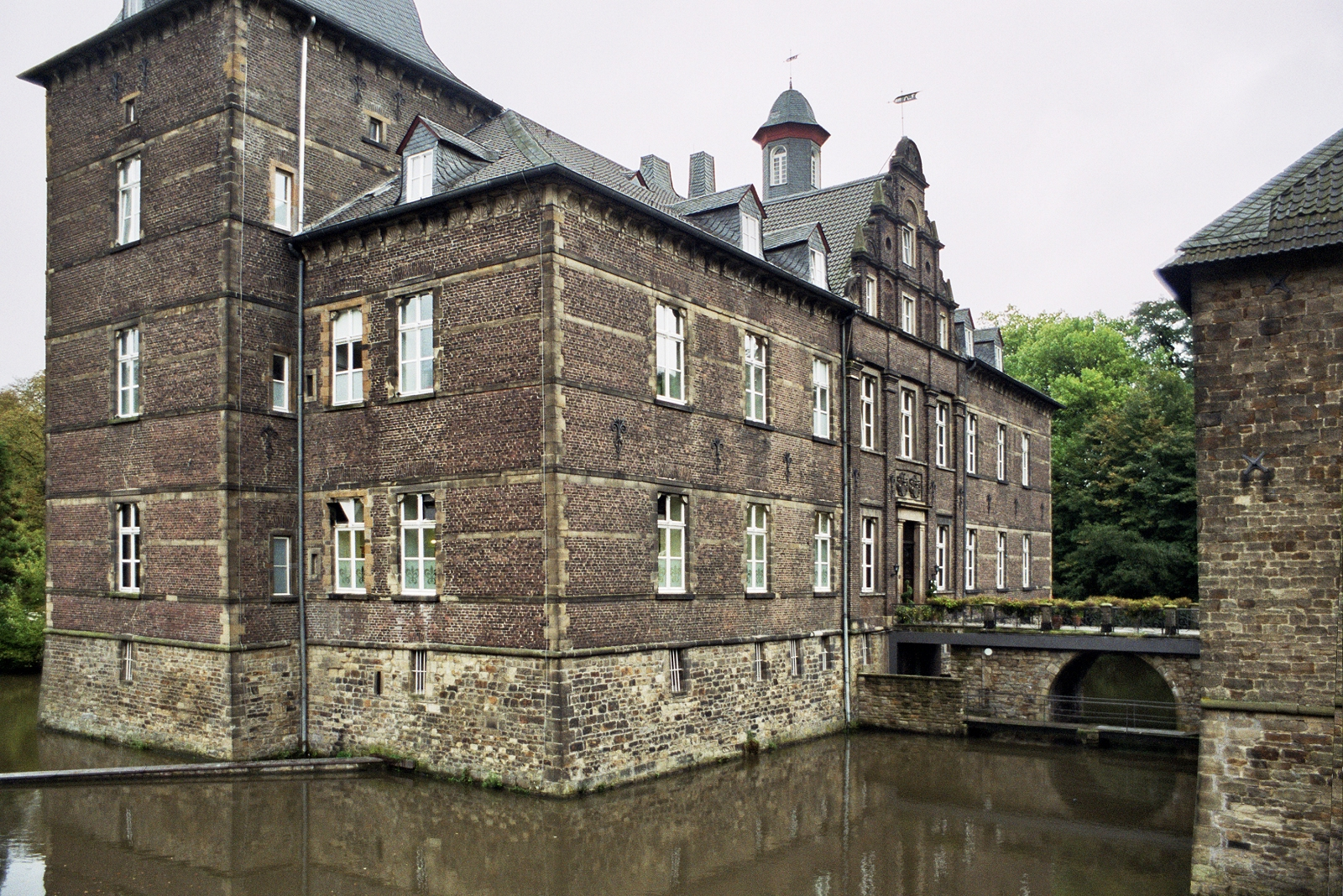
Le château et ses douves

Le château est réquisitionné par la Wehrmacht pendant la Seconde Guerre mondiale, puis il abrite des réfugiés à la fin de la guerre.
Le château est transformé par les propriétaires en hôtel-restaurant en 1955 et fait partie de la chaîne The Leading Hotels of the World. C'est un monument historique protégé, depuis 1985.